# Gran Ley de la Paz
Gayanashagowa o la Gran Ley de la Paz de las seis tribus de la Confederación Iroquesa o Haudenosaunee (Oneida, Mohawk, Cayuga, Onondaga, Seneca y Tuscarora) fue la constitución oral con la que se confederaron. La ley fue transcrita originalmente mediante el método de los wampum, diseñado por Deganwidah, El Gran Pacificador, y su portavoz Hiawatha, siendo más tarde traducidas al inglés con la llegada de los europeos. La Gran Ley de la Paz consta de 117 artículos y asigna a cada tribu un papel en el gobierno. Los iroqueses unidos se hallan simbolizados por un Pino blanco del Este conocido como el Árbol de paz (Iroqués).
Las cinco tribus originales ratificaron esta ley en las cercanías del actual Victor (Nueva York), siendo los Tuscarora incluidos en torno a 1720. Los historiadores pensaron en origen que la confederación comenzó en el siglo XVI, aunque estimaciones más recientes la remonan hasta el periodo 1090-1150, sobre la base de los registros del liderazgo de la misma y datos astronómicos que hablan de un eclipse solar total en la fecha de la fundación de la misma.

## Influencia en los comienzos de los Estados Unidos
De acuerdo a varios historiadores como Donald A. Grinde, Jr. de la Universidad de Búfalo, Universidad Estatal de Nueva York, los ideales democráticos de la Gayanashagowa proporcionaron una gran inspiración a Benjamin Franklin, James Madison y otros firmantes de la Constitución de los Estados Unidos. Franklin había hecho mucho por divulgar el Tratado de Lancaster de 1744 entre sus conciudadanos, donde los líderes iroqueses se ofrecían a impartir educación democrática entre los ingleses. Se atribuye a John Rutledge de Carolina del Sur, delegado en la convención constitucional, el leer largos extractos de la ley iroquesesa en la convención, empezando por la frase "Nosotros, el pueblo, para formar una unión y establecer paz, igualdad y orden..."
Aquellos que disputan la influencia iroquesesa apuntan a la falta de evidencia en los registros de debates constitucionales mientras que las instituciones americanas tienen amplios precedentes en ideas europeas ilustradas. Johansen reconoce las diversas influencias en la democracia estadounidense, incluida la Carta Magna, los experiencias griegas, romanas, suizos y holandeses, pero argumenta que la influencia de las sociedades nativas americanas fueron pasadas por alto.
En octubre de 1988, el Congreso de los Estados Unidos aprobó la Resolución 331 para reconocer la influencia de la Constitución iroquesa sobre la Constitución y la Carta de Derechos de los Estados Unidos.
Entre las notables diferencias entra la Gran Ley de la Paz y la Constitución original de los Estados Unidos incluyen la no inclusión en la segunda del sufragio femenino y el imperio de la mayoría frente al consenso.

### Ejemplo de artículos
§37: Sólo habrá un jefe de guerra por cada nación, y su deber será ser el emisario de los jefes de esta nación, esgrimir las armas de la guerra en caso de necesidad. El jefe de guerra no participará en los debates del Consejo de la Confederación, sino que tendrá el papel de garante en cuanto a su buen desarrollo. En caso de comportamiento reprensible por parte de un jefe, recibirá las denuncias del pueblo y los consejos de las mujeres para transmitirlas a dicho jefe. Transmitirá también las opiniones del pueblo a los jefes de la Confederación. Será siempre su deber presentar los asuntos, las cuestiones y las propuestas del pueblo en el Consejo de la Confederación.
§80: Cuando el Consejo de la Confederación se fija por objetivo de proponer la Gran Paz a una nación extranjera y esta nación rechaza esta propuesta, entonces las Cinco Naciones hacen un caso de guerra contra esta nación. Las Cinco Naciones deberán entonces pretender establecer la Gran Paz por la conquista de la nación rebelde.
§101: Será el deber del encargado de los festivales de acción de gracias el hacer todo lo necesario para llevar a cabo sus tareas en dichas ocasiones. Los festivales de acción de gracias reconocidos serán: Acción de Gracias de Invierno, Acción de Gracias del Arce, Acción de Gracias de la Frambuesa, Acción de Gracias de la Frutilla, Acción de Gracias del Cultivo del Maíz, Acción de Gracias de la Cosecha del Maíz, la Ceremonia del Maíz Verde, El Gran Festival del Maíz Maduro y la Acción de Gracias de la Cosecha. El festival de cada nación será llevado a cabo en sus respectiva Casa comunal.
§107: Un símbolo, conocido por todas las gentes de las Cinco Naciones, indicará si el dueño u ocupante de una casa está ausente. Una rama o palo inclinado será el símbolo. Cualquier persona sin autorización a entrar a la casa por derecho de vivir en ella, no podrá entrar a la casa de día o noche, y deberá mantenerse alejado tanto como sus asuntos se lo permitan.